# Усси, Стефано

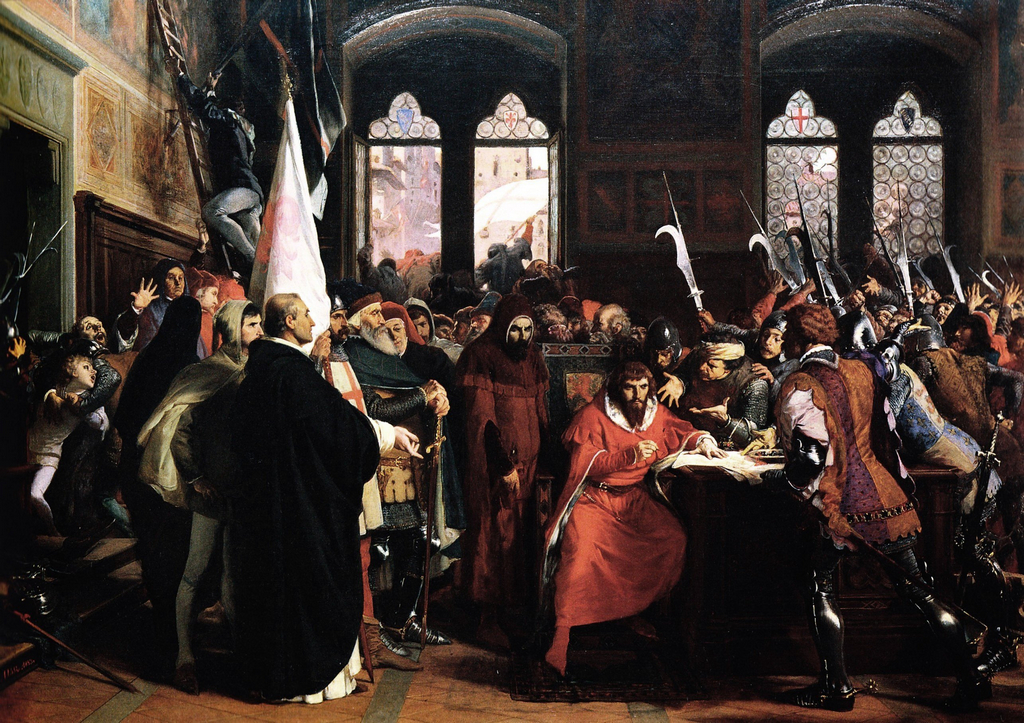
Стефано Усси. «Изгнание Вальтера Бриеннского, герцога Афинского, из Флоренции». 1861

Стефано Усси (итал. Stefano Ussi; 3 сентября 1822, Флоренция — 11 июля 1901, там же) — итальянский художник, профессор живописи. Представитель классицизма.

## Биография
Учился в 1837—1850 годах (с перерывом 1838—1840) в Академии изящных искусств во Флоренции у художников и педагогов Энрико Полластрини, Томмазо Газарини, Пьетро Бенвенути и Джузеппе Беццуоли.
В 1854 получил стипендию на продолжение обучения в Риме и в течение нескольких лет работал над крупномасштабными историческими полотнами, которые принесли ему успех и репутацию талантливого живописца.
В период с 1843 по 1849 г. художник был награждён тремя премиями флорентийской академии.
В декабре 1860 Стефано Усси был профессором флорентийской Академии изящных искусств. С 1875 — членом Шведской королевской академией искусств.
На Всемирной выставке в Париже в 1867 г. за картину: «Изгнание Вальтера Бриеннского, герцога Афинского, из Флоренции» Стефано Усси была присуждена одна из восьми больших наград, как лучшему представителю тогдашней исторической живописи в Италии.
С. Усси создавал, в основном, реалистически точные исторические полотна и портреты.
На его творчество оказали влияние работы Ипполита Делароша и Доменико Морелли.
В 1869 Стефано Усси совершил поездку в Египет, после чего заинтересовался восточными темами и создал ряд «ориентальных» картин.

## Отдельные работы
- Ultimi momenti di Savonarola,
- Cosimo il Vecchio rifiuta di abbandonare Firenze (1859-60),
- Carovana nei pressi del Cairo (1874),
- Cavalcata araba alla presenza dell’Ambasciata Italiana nel Marocco (1875),
- Festa a Fez data dall’Imperatore del Marocco all’Ambasciata Italiana (1875),
- La preghiera nel deserto (1876),
- Donna araba al pozzo,
- Marocchino (1877),
- Venditore di aranci,
- Surre Procession (1887)